# Türkmén ábécé
A türkmén ábécé (saját nyelvén: türkmen elipbiýi) a türkmén nyelv latin betűs írására szolgál.
A jelenlegi latin betűs ábécét 1999-ben vezették be. Az ábécé a török íráson alapul, de attól jó néhány ponton eltér. Előtte cirill írással írták, melyet 1940-ben, szovjet nyomásra vezettek be. 1928 és 1940 között egy latin írást használtak, azelőtt pedig arab írást használtak. Ez utóbbit jelenleg is használják Türkmenisztánon kívüli területeken (például Afganisztánban).

## A mai latin betűs ábécé
| Latin betű | Cirill megfelelő | Fonetikus érték | 1993-as változat | 1992-es változat | 1927-es változat |
| ---------- | ---------------- | --------------- | ---------------- | ---------------- | ---------------- |
| A a        | А а              | [a]             | A a              | A a              | A a              |
| B b        | Б б              | [b]             | B b              | B b              | B b              |
| Ç ç        | Ч ч              | [t͡ʃ]            | Ç ç              | C c              | C c              |
| D d        | Д д              | [d]             | D d              | D d              | D d              |
| E e        | Е е              | [je], [e]       | E e              | E e              | E e              |
| Ä ä        | Ә ә              | [æ]             | Ä ä              | Ea ea            | Ә ә              |
| F f        | Ф ф              | [ɸ]             | F f              | F f              | F f              |
| G g        | Г г              | [g~ʁ]           | G g              | G g              | G g              |
| H h        | Х х              | [h~x]           | H h              | H h              | H/X h/x          |
| I i        | И и              | [i]             | I i              | I i              | I i              |
| J j        | Җ җ              | [d͡ʒ]            | J j              | J j              | Ç ç              |
| Ž ž        | Ж ж              | [ʒ]             | £ ɾ              | Jh jh            | Ƶ ƶ              |
| K k        | К к              | [k~q]           | K k              | K k              | K/Q k/q          |
| L l        | Л л              | [l]             | L l              | L l              | L l              |
| M m        | М м              | [m]             | M m              | M m              | M m              |
| N n        | Н н              | [n]             | N n              | N n              | N n              |
| Ň ň        | Ң ң              | [ŋ]             | Ñ ñ              | Ng ng            | Ŋ ŋ              |
| O o        | О о              | [o]             | O o              | O o              | O o              |
| Ö ö        | Ө ө              | [ø]             | Ö ö              | Q q              | Ө ө              |
| P p        | П п              | [p]             | P p              | P p              | P p              |
| R r        | Р р              | [r]             | R r              | R r              | R r              |
| S s        | С с              | [θ]             | S s              | S s              | S s              |
| Ş ş        | Ш ш              | [ʃ]             | $ ¢              | Sh sh            | Ş ş              |
| T t        | Т т              | [t]             | T t              | T t              | T t              |
| U u        | У у              | [u]             | U u              | U u              | U u              |
| Ü ü        | Ү ү              | [y]             | Ü ü              | V v              | Y y              |
| W w        | В в              | [β]             | W w              | W w              | V v              |
| Y y        | Ы ы              | [ɯ]             | Y y              | X x              | -                |
| Ý ý        | Й й              | [j]             | Ұ ÿ              | Y y              | J j              |
| Z z        | З з              | [ð]             | Z z              | Z z              | Z z              |

A c, q, v, x nem része az ábécének. Ezeket csak idegen eredetű nevekben használják. Más esetekben átírják az ábécében megtalálható betűkkel, pl.: c → ts, s, k stb.; q → k; v → w; x → ks, gz.
Az 1927-es változat sorrendje egy kicsit eltérő: Aa Bb Cc Çç Dd Ee Әә Ff Gg Hh Ii Jj Kk Ll Mm Nn Ŋŋ Oo Өө Pp Qq Rr Ss Şş Tt Uu Vv Xx Yy Zz Ƶƶ . A q, x betűket 1934-ben eltávolították az ábécéből.

## Az előző cirill betűs ábécé
A táblázat az 1999 előtt használt cirill betűs ábécét, és annak ismert átírásait mutatja.
| nagybetű | kisbetű | latin ábécé | ISO 9 | ALA-LC | WWS | Allworth | BGN/PCGN |
| -------- | ------- | ----------- | ----- | ------ | --- | -------- | -------- |
| А        | а       | a           | a     | a      | a   | a        | a        |
| Б        | б       | b           | b     | b      | b   | b        | b        |
| В        | в       | w           | v     | v      | v   | v        | v        |
| Г        | г       | g           | g     | g      | g   | g        | g        |
| Д        | д       | d           | d     | d      | d   | d        | d        |
| Е        | е       | e, ýe       | e     | e      | e   | e, ye    | e, ye    |
| Ё        | ё       | ýo          | ë     | ë      | ë   | yo       | yo       |
| Ж        | ж       | ž           | ž     | zh     | ž   | zh       | zh       |
| Җ        | җ       | j           | ž̧̗̦̗̗     | j      | ž̧̗̦̗̗   | j        | j        |
| З        | з       | z           | z     | z      | z   | z        | z        |
| И        | и       | i           | i     | i      | i   | i        | i        |
| Й        | й       | ý           | j     | ĭ      | j   | y        | y        |
| К        | к       | k           | k     | k      | k   | k        | k        |
| Л        | л       | l           | l     | l      | l   | l        | l        |
| М        | м       | m           | m     | m      | m   | m        | m        |
| Н        | н       | n           | n     | n      | n   | n        | n        |
| Ң        | ң       | ň           | ņ     | ng     | ņ   | ng       | ng       |
| О        | о       | o           | o     | o      | o   | o        | o        |
| Ө        | ө       | ö           | ô     | ȯ      | ö   | ö        | ö        |
| П        | п       | p           | p     | p      | p   | p        | p        |
| Р        | р       | r           | r     | r      | r   | r        | r        |
| С        | с       | s           | s     | s      | s   | s        | s        |
| Т        | т       | t           | t     | t      | t   | t        | t        |
| У        | у       | u           | u     | u      | u   | u        | u        |
| Ү        | ү       | ü           | ù     | u̇      | ü   | ü        | ü        |
| Ф        | ф       | f           | f     | f      | f   | f        | f        |
| Х        | х       | h           | h     | kh     | x   | kh       | kh       |
| Ц        | ц       | s, ts       | ts    | c      | c   | ts       | ts       |
| Ч        | ч       | ç           | č     | ch     | č   | ch       | ch       |
| Ш        | ш       | ş           | š     | sh     | š   | sh       | sh       |
| Щ        | щ       | şç          | ŝ     | shch   | šč  | shch     | shch     |
| Ъ        | ъ       | –           | "     | "      | "   | "        | "        |
| Ы        | ы       | y           | y     | y      | y   | ï        | y        |
| Ь        | ь       | –           | '     | '      | '   | '        | '        |
| Э        | э       | e           | è     | ė      | è   | ë        | e        |
| Ә        | ә       | ä           | ȁ     | ă      | ä   | ä        | ä        |
| Ю        | ю       | ýu          | û     | iu     | ju  | yu       | yu       |
| Я        | я       | ýa          | â     | ia     | ja  | ya       | ya       |

1. ↑  ISO 9:1995, International Organization for Standardization, 1995
2. ↑  America Library Association & Library of Congress, Washington, 1997
3. ↑  The World's Writing Systems, New York, 1996
4. ↑  Allworth, Edward: Nationalities of the Soviet East. Publications and Writing Systems. New York, 1971.
5. ↑  United Nations Romanization Systems for Geographical Names. Report on Their Current Status. Compiled by the UNGEGN Working Group on Romanization Systems. Version 1.3. March 2000.
6. 1 2  Szó elején, magánhangzó és й után
7. ↑  Szó elején, magánhangzó és й, ъ, ь után
8. 1 2 3 4  Csak idegen eredetű szóban fordul elő
9. ↑  Orosz eredetű szavakban

## Külső hivatkozások
- Omniglot
- Transliteration of Non-Roman Scripts
- Dersat (türkmenül)